# Gierman Bielikow
Gierman Aleksiejewicz Bielikow (ros. Герман Алексеевич Беликов; ur. 10 lutego 1933 w Stawropolu, ZSRR, zm. 24 grudnia 2019) – znany regionalny etnograf i historyk, członek Związku Pisarzy Rosji oraz pracownik Stawropolskiego Muzeum Historii i Ekonomii.